# Labramia platanoides
Labramia platanoides är en tvåhjärtbladig växtart som beskrevs av René Paul Raymond Capuron och André Aubréville. Labramia platanoides ingår i släktet Labramia och familjen Sapotaceae. Inga underarter finns listade i Catalogue of Life.